# Telomerizace
Telomerizace je chemická reakce, při které vznikají telomery, oligomery obsahující dvě různé koncové skupiny. Často probíhají radikálově, ale není tomu tak vždy. Obecná rovnice vypadá takto:
A–B + n M → A–Mn–B
kde M je monomer, A a B koncové skupiny, a n stupeň polymerizace.
Jako příklad lze uvést současnou dimerizaci a hydroesterifikaci buta-1,3-dienu, jejímž produktem je dvojnásobně nenasycený C9-ester:
2 CH2=CH-CH=CH2 + CO + CH3OH → CH2=CH(CH2)3CH=CHCH2CO2CH3
Monomerem je zde butadien, stupeň polymerizace je 2, a na koncích se nachází vinylová (CH2=CH-) a karboxymethylová (-COOCH3) skupina. Katalyzátory této a podobných reakcí jsou zpravidla založené na palladiu.
Některé telomerizace mají průmyslová využití.